# Pagani Huayra
El Pagani Huayra es un automóvil superdeportivo producido por el fabricante italiano Pagani Automobili S.p.A. El nombre proviene de "huayra", que significa "viento" en quechua. Fue presentado el 18 de febrero de 2011 en la sede de Pirelli en Milán, ostentando el título de ser el automóvil de producción más caro del mundo, con un valor superior a 1 000 000 €. Al momento de su presentación en el Salón del Automóvil de Ginebra de 2011, ya llevaba pedidos por más de media centena de unidades.
Fue nombrado The Hypercar of the Year 2012 por la revista Top Gear. Estableció un tiempo en el circuito de pruebas de Top Gear con 1 minuto y 13.8 segundos.

## Diseño

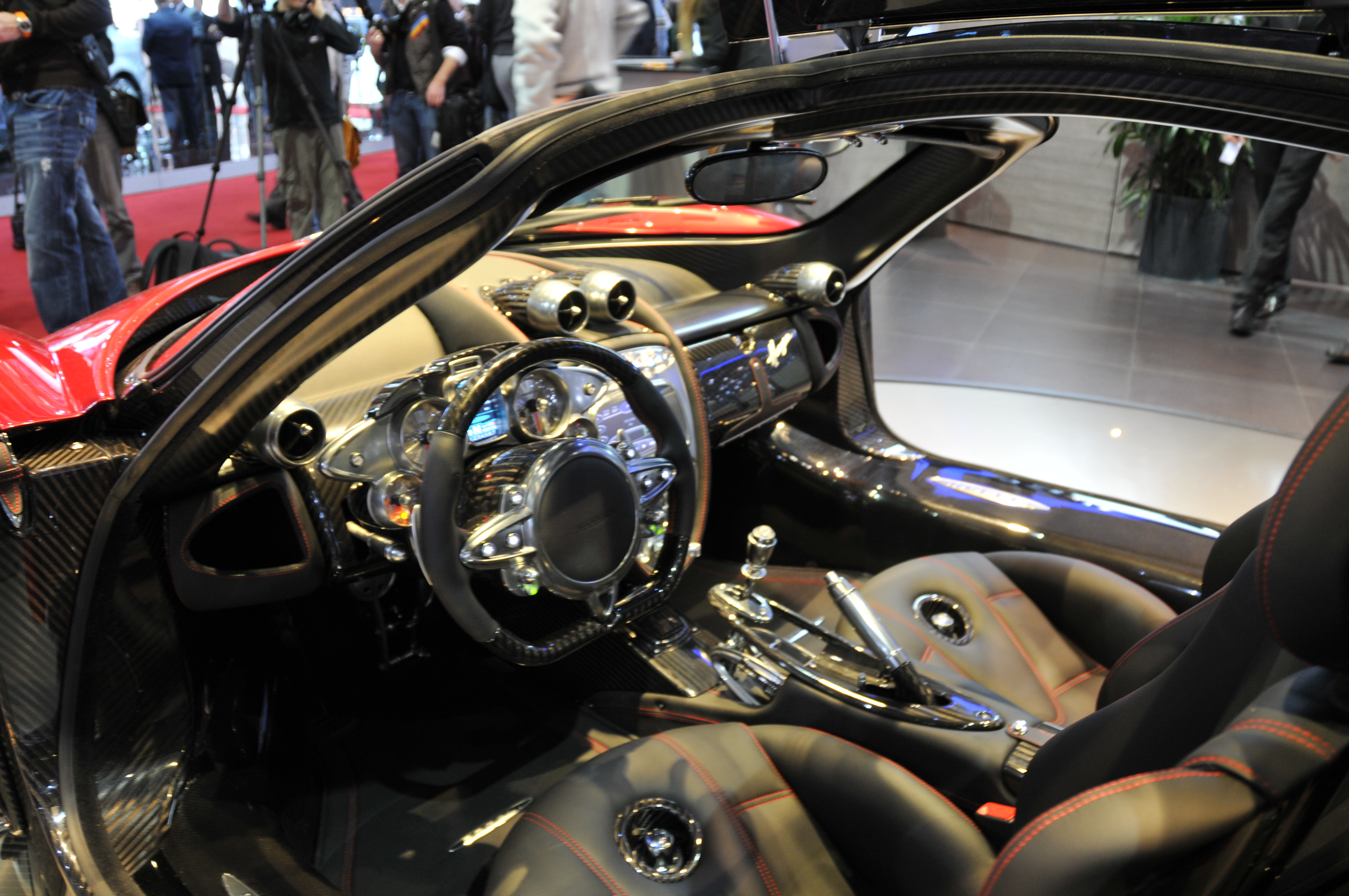
Interior en el Salón del Automóvil de Ginebra de 2011

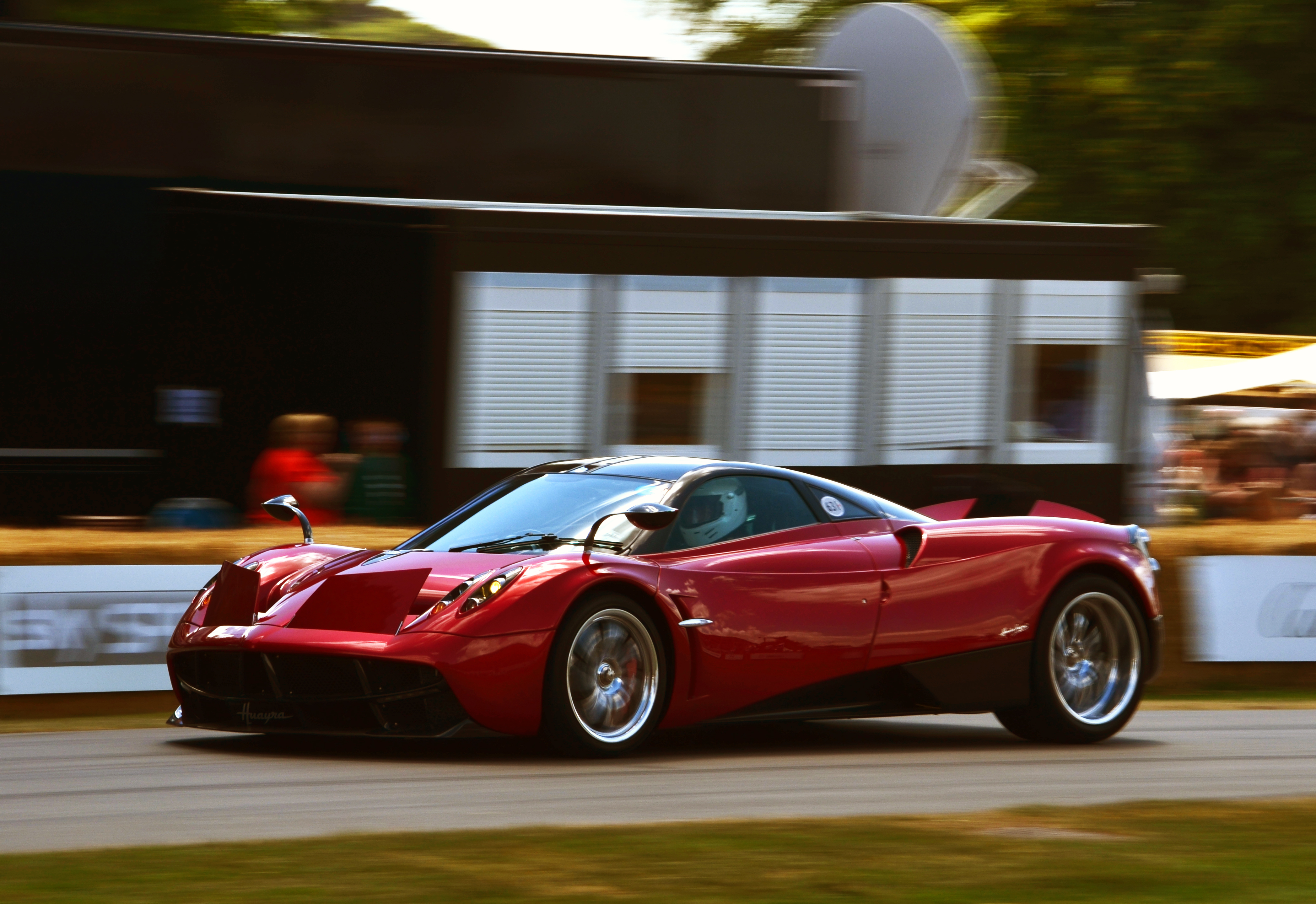
En el Festival de la Velocidad de Goodwood de 2014

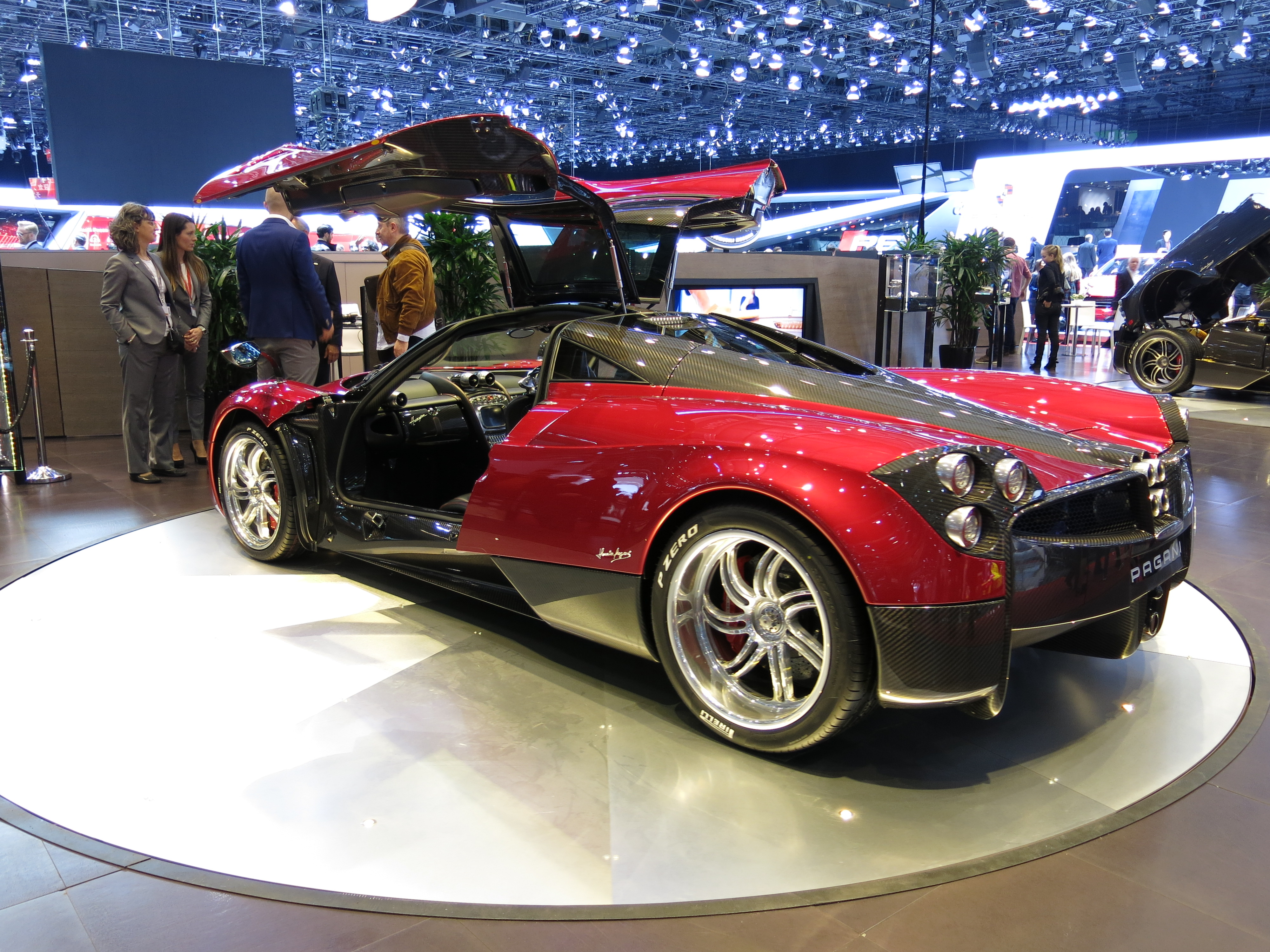
Vista lateral-trasera en el Salón del Automóvil de Ginebra de 2015.

Es un biplaza con motor central-trasero en carrocería cupé de dos puertas de ala de gaviota. Se construye sobre dos semichasis delantero y trasero, fabricados en carbotanium con un peso final de 1350 kg (2976 libras), que le brindan mayor resistencia, permitiendo reducir peso. Conserva las características líneas de su antecesor: el Zonda, pero es más estilizado. Se modifica la carga aerodinámica de forma automática para conseguir un paso por curva con el mayor apoyo posible, además de colaborar en la frenada.
Su interior es sumamente lujoso con materiales como kevlar, titanio, fibra de carbono y cuero de la calidad más alta del mercado. Después aparecieron el Huayra 730S y en 2016 se creó el Huayra BC, limitado a 20 unidades en el mundo.
El sistema de escape de titanio fue diseñado y construido por MHG-Fahrzeugtechnik. Las juntas hidroformadas se desarrollaron para reducir la presión de retorno y asegurar un escape de flujo libre. El titanio reduce el peso del sistema de escape, mientras que los silenciadores Inconel mejoran la confiabilidad en las partes más expuestas del escape a altas temperaturas. Todo el sistema pesa menos de 10 kg (22 libras).
Sus líneas son originales y con esmerado trabajo en cada detalle. La carrocería está fabricada en fibra de carbono con filamentos de titanio entremezclados, que le ofrecen una mayor resistencia con menos peso. En la parte delantera presenta una gran parrilla en fibra de carbono, que ocupa casi la totalidad de la defensa delantera, un cofre con detalles aerodinámicos y ópticas alargadas que parecen montarse sobre los abultados pasos de rueda. Su interior es realmente angosto, pero es lo que se espera de un superdeportivo. Las puertas, al estar desplegadas, dejan a la vista abundantes detalles laterales en fibra de carbono. Los retrovisores fabricados también de fibra de carbono, simulan largas antenas que recuerdan a un insecto. Las calaveras constan de tres pequeños faros a cada lado, ubicados en una especie de “hoja” de fibra de carbono, además de una estructura también en fibra que viene prolongándose desde el techo desemboca en los cuatro tubos de escape centrales. La parte trasera se completa con dos rejillas triangulares que permiten entrever su planta motriz.

### Aerodinámica
Es completamente diferente a su predecesor el Zonda, ya que incorpora la aerodinámica activa. Es capaz de cambiar la altura del frente desde el suelo y de operar independientemente cuatro aletas colocadas en la parte delantera y trasera del coche. El comportamiento de las aletas es manejado por una unidad de control dedicada que se alimenta la información de sistemas, tales como el sistema de frenos antibloqueo (ABS) y la unidad de control de motor, que pasan información sobre la velocidad del coche, velocidad de guiñada, aceleración lateral, ángulo de dirección y posición del acelerador. Esto tiene la intención de alcanzar el mínimo coeficiente de arrastre o la máxima carga aerodinámica, dependiendo de la situación.
El diseñador del Huayra, Horacio Pagani, afirma que tiene un variable coeficiente de arrastre de entre 0.31 y 0.37. El sistema también evita el exceso de balanceo de la carrocería en las esquinas, levantando el "interior" de las aletas, por ejemplo: hacia el lado izquierdo en una esquina yendo hacia la izquierda y viceversa, aumentando la carga aerodinámica en ese lado del coche.
Las aletas traseras también actúan como un freno de aire. En el caso de un frenado fuerte, tanto la suspensión delantera como las dos aletas traseras se elevan para contrarrestar la transferencia de peso a las ruedas delanteras y mantener el coche entero estable, por ejemplo, al entrar en una esquina. El aire del radiador es extraído a través de un arco en el cofre en un ángulo que está diseñado para no afectar la línea de corriente alrededor de la carrocería. Las entradas de aire laterales detrás de las ruedas delanteras crean una zona de baja presión, lo que da lugar a la carga aerodinámica. Dispone de planos aerodinámicos activos con dos en la parte delantera y dos traseros.

## Especificaciones

### Motorización

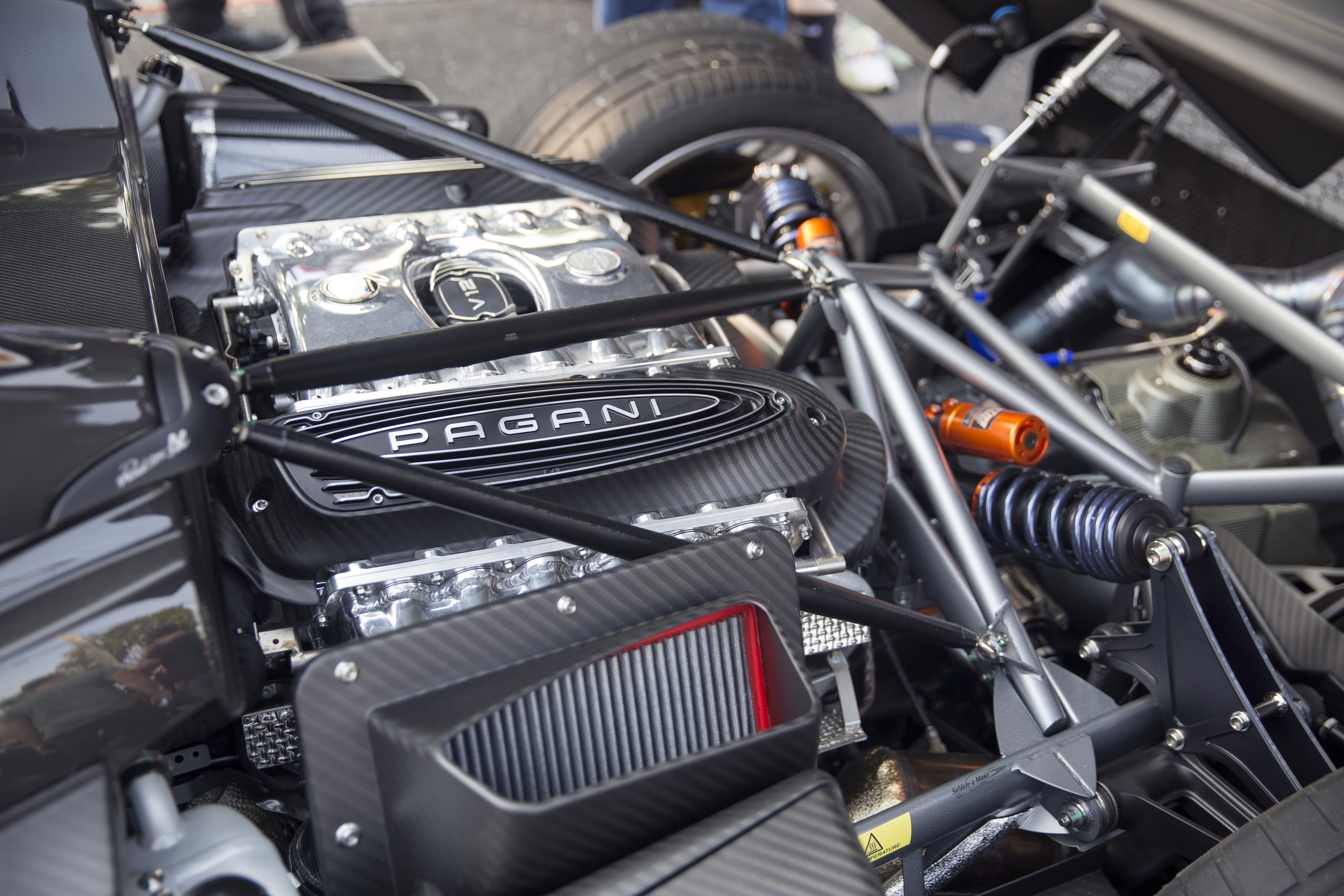
V12 Mercedes-AMG M158 de un Roadster BC de 2020, en el evento "Caffeine & Carburetors" de New Canaan (Connecticut)

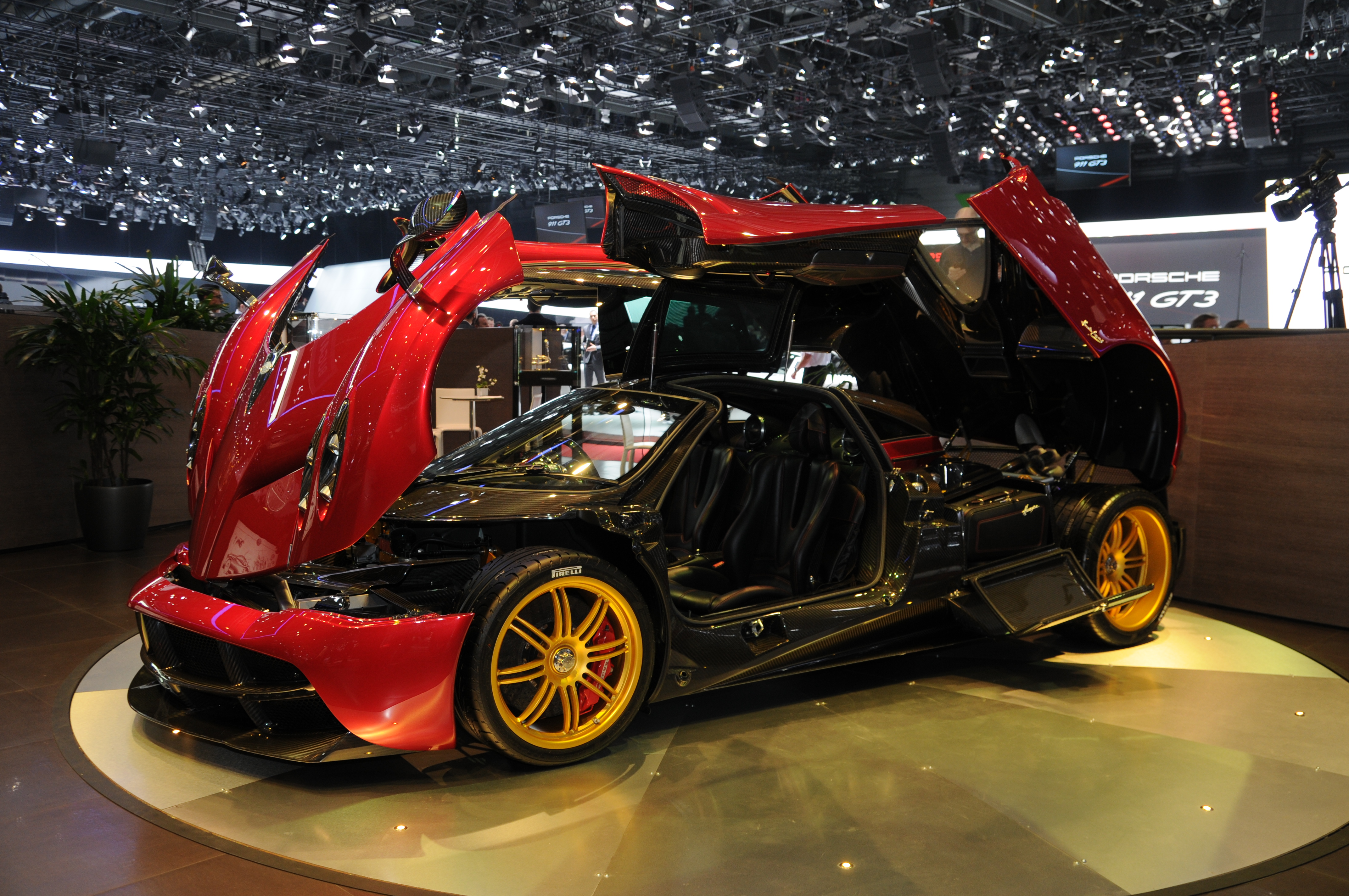
Con las puertas y compartimientos abiertos, en el Salón del Automóvil de Ginebra de 2013

Está equipado con un motor V12 a 60° Mercedes-Benz M158 biturbo de 5980 cm³ (6 L; 364,9 plg³) con un diámetro x carrera de 82,6 x 93 mm (3,25 x 3,66 pulgadas), el cual es fabricado a mano y desarrollado especialmente por la división AMG, capaz de proporcionarle una potencia de 730 CV (720 HP; 537 kW) a las 5800 rpm y 1000 N·m (738 lb·pie) a las 2250-4500 rpm de par máximo. Fue diseñado a petición de Pagani para reducir el retraso del turbo y mejorar la respuesta, realizado con turbos más pequeños, una configuración diferente del intercooler y ajustes de la unidad de control de motor (ECU) reprogramados. Su creador, Horacio Pagani, ha confesado que él hubiera preferido un motor atmosférico, pero que las duras restricciones medioambientales de la Unión Europea obligaron a pensar en otro tipo de soluciones que permitieran homologar el vehículo.
Al igual que muchos coches de alto rendimiento, el Huayra utiliza un sistema de lubricación por cárter seco, lo cual tiene varios beneficios clave, incluyendo la garantía de flujo de aceite, incluso cuando el coche está sujeto a la aceleración lateral extrema, la prevención de oleada de aceite que permite que el motor funcione más eficientemente, mientras que la falta de un colector de aceite permite montar el motor más abajo, para así reducir el centro de gravedad del coche y mejorar el manejo. Su consumo de combustible es de 23,5 L/100 km (4,3 km/L; 10,0 mpgAm) en la ciudad y 16,8 L/100 km (6 km/L; 14,0 mpgAm) en la carretera, según una prueba de la EPA. Sus emisiones de CO2 son de 343 g (12,1 onzas)/km.
Un intercambiador de calor de agua/aceite reduce los tiempos de calentamiento del motor en días fríos y ayuda a mantener una temperatura estable para refrigerantes y lubricantes. Para minimizar el uso de tuberías, accesorios y el peso total del vehículo, el tanque de expansión se monta directamente en el motor. Las aletas intercooler actúan como un circuito de tanque de expansión a bajas temperaturas.

### Desempeño
Debido a su bajo peso, consigue acelerar de 0 a 100 km/h (0 a 62 mph) en menos de 3 segundos. Alcanza una velocidad máxima de 383 km/h (238 mph) y una aceleración de 0 a 60 mph (0 a 97 km/h) en 2.8 segundos. Con el uso de neumáticos Pirelli, es capaz de resistir 1.66 g de aceleración lateral a velocidades de hasta 230 mph (370 km/h). Tiene una relación peso a potencia de 1,85 kg/CV.

### Frenos
El coche está equipado con pinzas de freno (calipers), rotores y pastillas Brembo, que tienen cuatro pistones en la parte delantera y cuatro en la parte trasera. Los rotores son perforados con un diámetro de 380 mm (15,0 pulgadas) y 34 mm (1,3 pulgadas) de espesor.

### Transmisión
Utiliza una transmisión manual automatizada de siete velocidades con un único embrague de disco. La elección de no utilizar una caja de cambios de doble embrague en baño de aceite fue debido a que se incrementaría el peso en más de 70 kg (154 libras), echando por tierra la posible mejora en rendimiento. Como resultado, la transmisión pesa solamente 96 kg (212 libras).

## Variantes

### Huayra BC

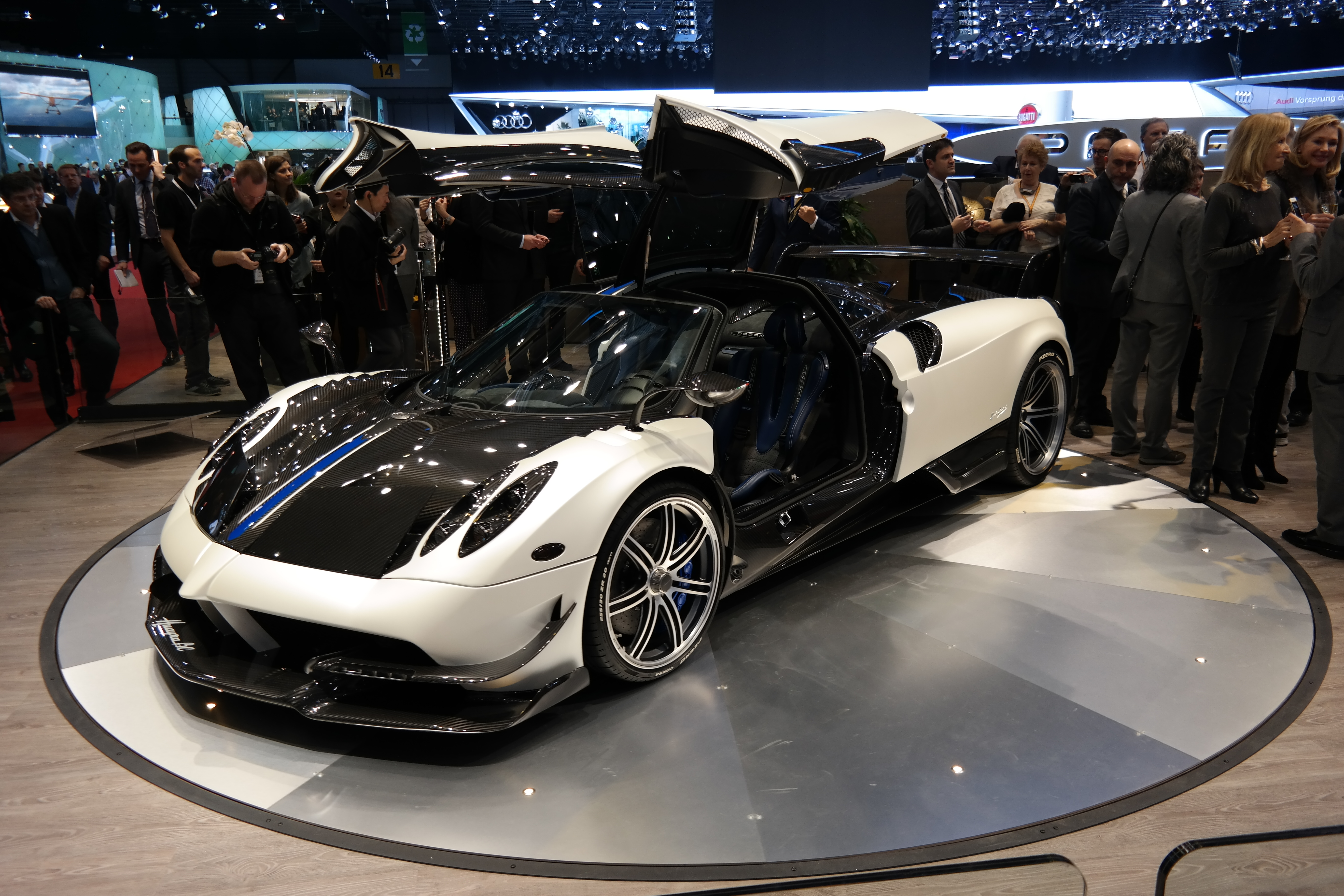
Huayra BC en el Salón del Automóvil de Ginebra de 2016

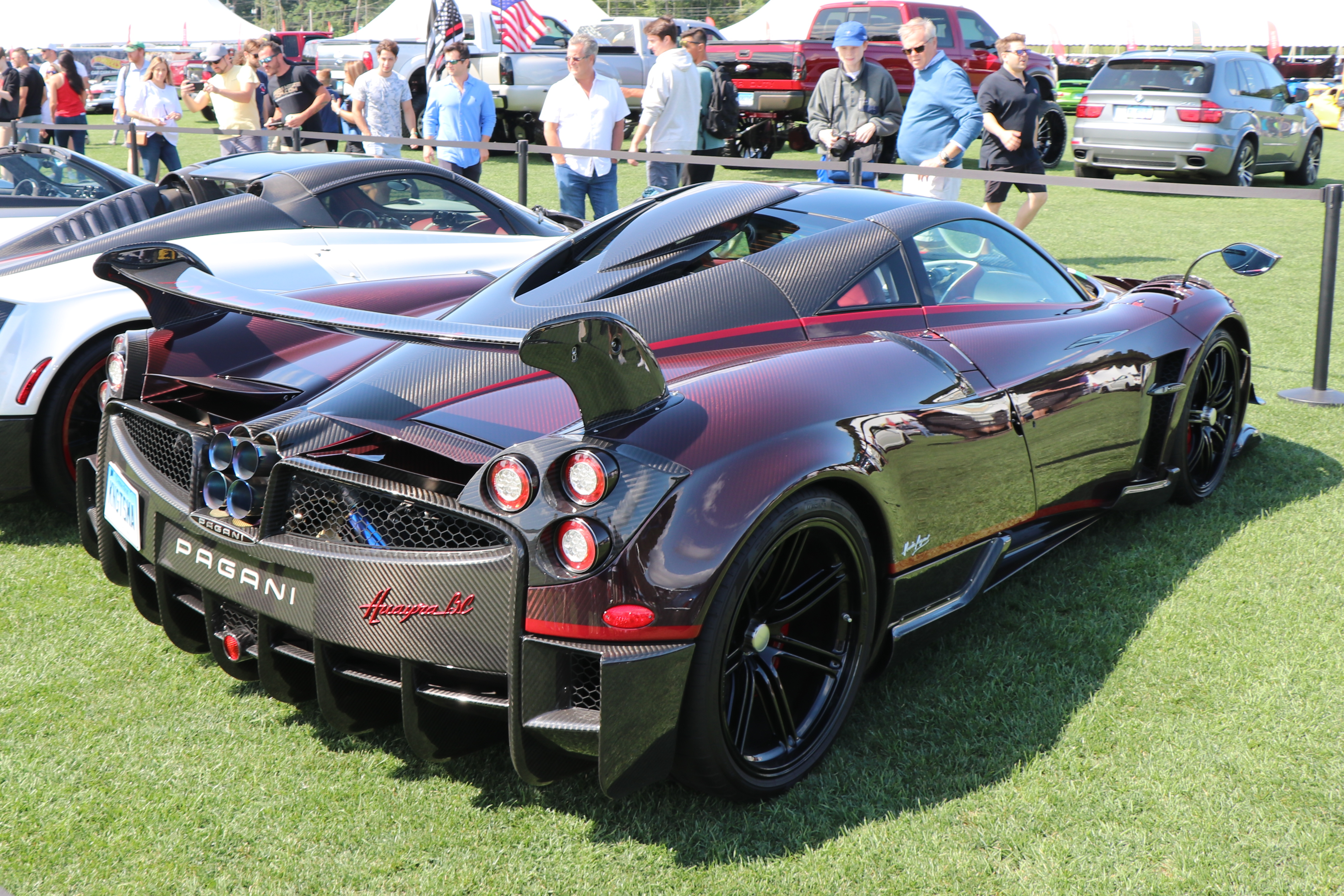
Vista trasera del Huayra BC en rojo

En marzo de 2016, se lanzó el Pagani Huayra BC en el Salón del Automóvil de Ginebra. El nombre BC es un homenaje al coleccionista italiano Benny Caiola, un empresario inmobiliario fallecido en 2010 que fue el primer y mayor cliente en los comienzos de Pagani Automobili. Las adquisiciones de Caiola, que llegó a tener hasta cinco Pagani en su garaje, fueron cruciales para fortalecer las finanzas de la firma del constructor de Casilda, sobre todo en sus primeros años.
Su V12 biturbo desarrolla 764 CV (754 HP; 562 kW) y 1000 N·m (738 lb·pie) de par máximo. La compañía XTrac desarrolló una transmisión manual automatizada de siete velocidades, derivada de un sport prototipo de Le Mans especial para el BC, la cual cuenta con nuevos actuadores hidráulicos y "syncros" en fibra de carbono. Brembo hizo lo mismo con los frenos de competición. Cada uno tiene un costo de US$2 400 000 (2 100 000 €). Se fabricaron solamente 20 ejemplares, mismos que ya han sido todos vendidos.
La línea de escape con cuatro salidas pesa solamente 2,9 kg (6,4 libras), cuando la versión de serie pesa 7,1 kg (15,7 libras). La búsqueda de lo mejor y lo más ligero llevó a Brembo a desarrollar unas nuevas pinzas de seis pistones más ligeras especialmente para el Huayra BC. Los brazos de suspensión están hechos de "Avional", un aluminio usado en aviación que pesa un 25% menos que el aluminio empleado en la industria automotriz.
También está equipado con un nuevo tipo de fibra de carbono desarrollado por Pagani y que lo haría 50% más ligero y 20% más rígido que la fibra de carbono estándar. Con esto, pesa 132 kg (291 libras) menos que uno de serie, para un total de 1218 kg (2685 libras). Otro detalle fue que, en esta ocasión, Pagani trabajó con Dallara para crear y perfeccionar los apéndices aerodinámicos.
En la semana del automóvil de Monterey de 2021, se presentó la versión especial llamada Pacchetto Tempesta o paquete "Tormenta", con un aumento de potencia en un 8%, es decir, 838 CV (827 HP; 616 kW) y 1100 N·m (811 lb·pie) de par máximo. No solamente se trata de una mejora de rendimiento con respecto del Huayra BC, sino que busca maximizar la eficiencia aerodinámica con un alerón trasero rediseñado con una aleta central integrada, así como un separador (splitter) delantero también revisado y mejorado.

### Huayra Roadster

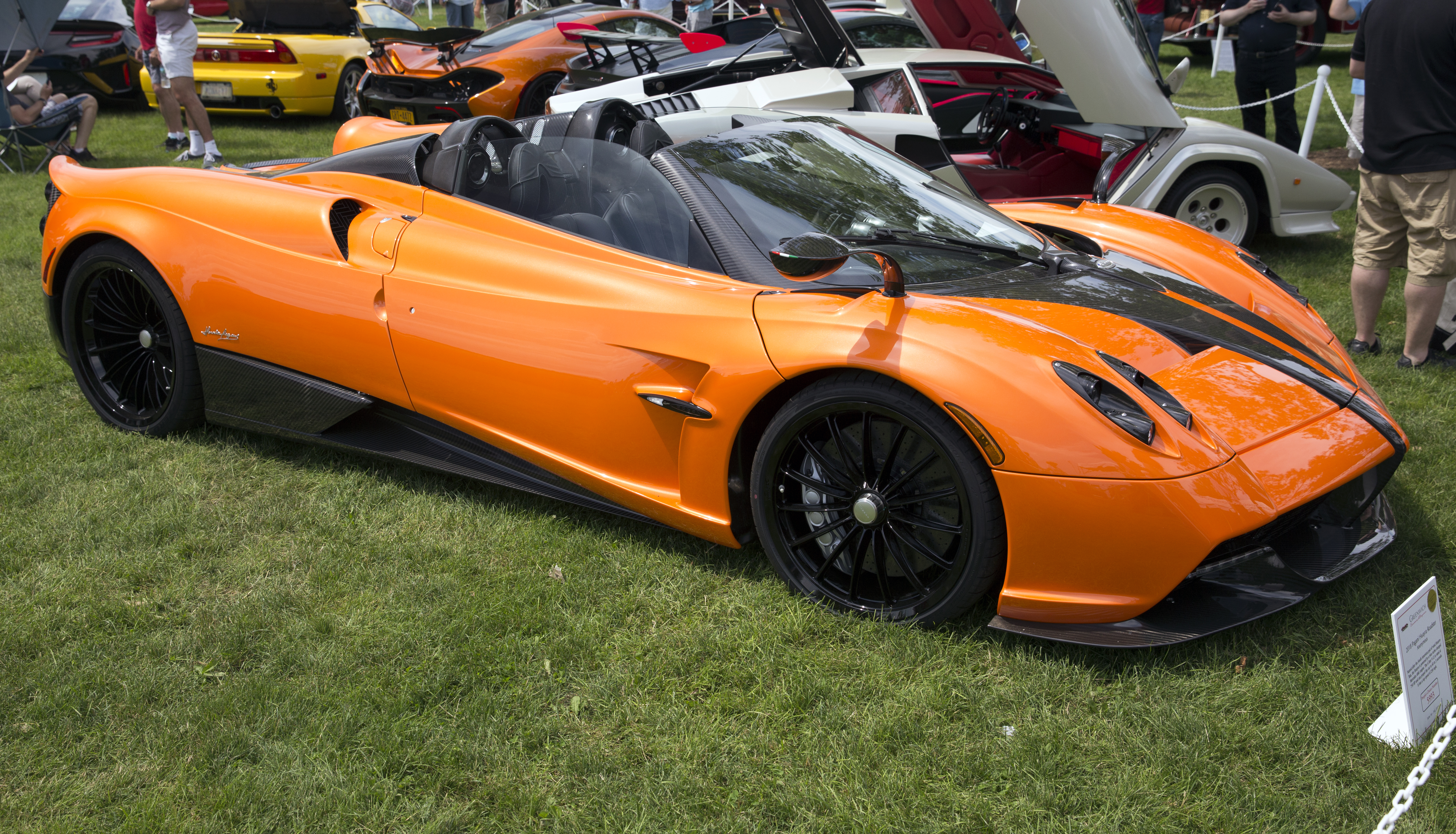
Huayra Roadster de 2018 en el Concurso de la Elegancia de Greenwich

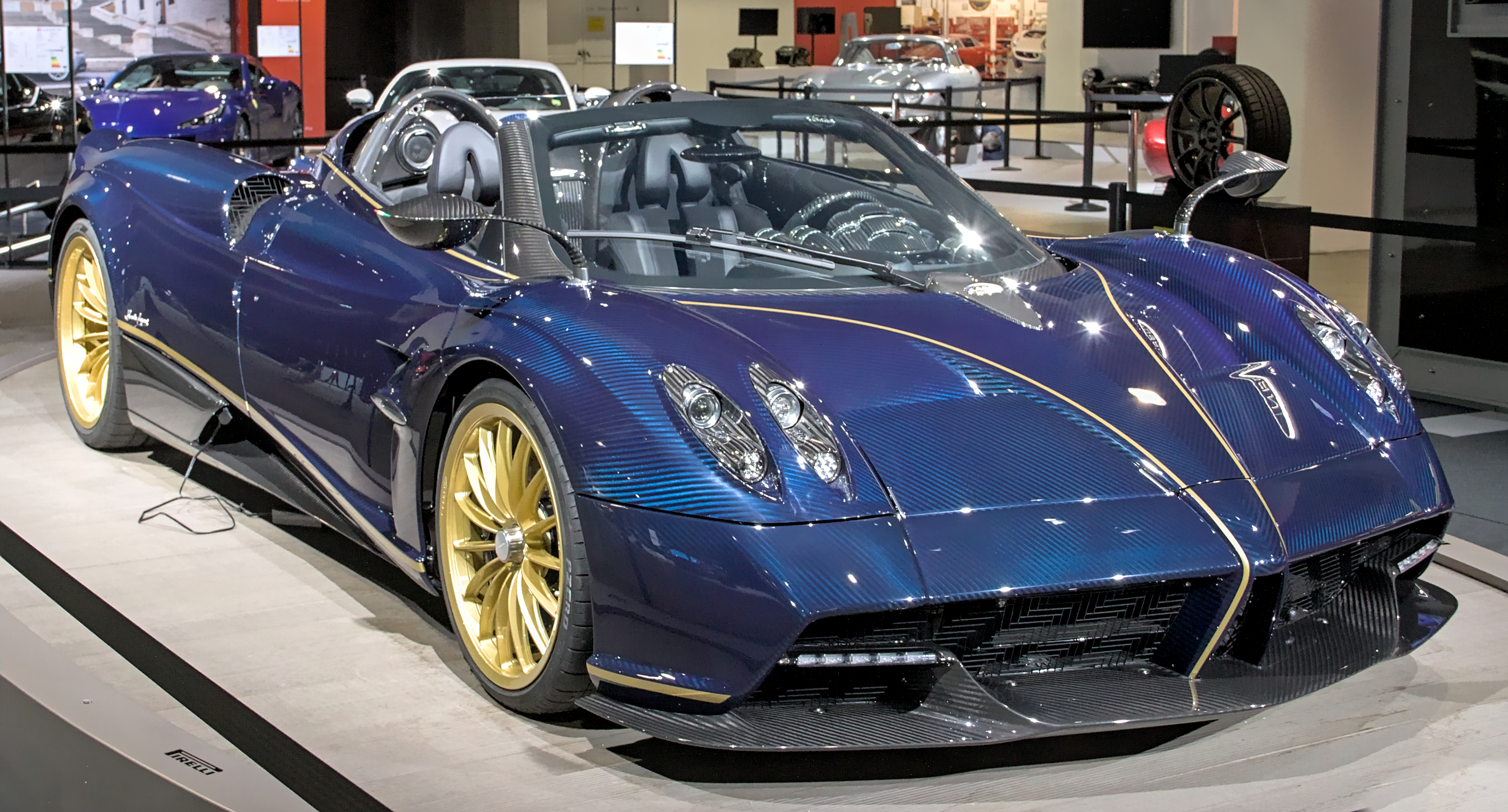
Huayra Roadster En Zúrich en 2021

Fue presentado el 14 de febrero de 2017 en el Salón del Automóvil de Ginebra la versión del roadster, del que solamente se fabricarían 100 unidades y que, según palabras del propio Horacio Pagani: "es el proyecto más complicado que han afrontado jamás…" Se trataba de un proyecto completamente nuevo tomando como base el Huayra BC.
También destaca que por primera vez se haya conseguido crear un roadster 80 kg (176 libras) más ligero que el cupé, con un total de 1280 kg (2822 libras). Esto se debe a dos opciones de techos diferentes: uno rígido, formado por una estructura de fibra de carbono y una zona con centro de cristal sobre los pasajeros. Con esto, el coche cuenta con un nivel de luz en el habitáculo mayor y con el aislamiento del exterior necesario. Otra opción es un techo blando de instalación manual o capota de lona con una estructura igualmente de fibra de carbono, el cual se puede guardar cuando no se usa en la cajuela del coche. Además, se ha mejorado la rigidez con el uso de carbono-titanio, un material que según la propia marca es más avanzado que lo que se utiliza en la Fórmula 1.
Utiliza el mismo V12 Mercedes-AMG, con una potencia máxima de 764 CV (754 HP; 562 kW) al 6200 rpm y un par máximo de 1000 N·m (738 lb·pie) disponible desde las 2400 rpm. Lo mejor es su ligereza, ya su carrocería monocasco está íntegramente fabricada en magnesio y fibra de carbono. Con esto, su relación peso a potencia es de 1,68 kg/CV y una aceleración lateral de hasta 1.8 G, tomando en cuenta que monta neumáticos de calle Pirelli P Zero Corsa, desarrollados específicamente. Los frenos firmados por Brembo son carbono-cerámicos con seis pistones en la parte delantera y de cuatro en la trasera.
Cuenta con aerodinámica activa, con dos flaps móviles en la parte delantera y otros dos en la trasera, que se mueven en coordinación con el resto de los sistemas para asegurar una correcta adherencia al suelo. Para las suspensiones se tomó como base la del Huayra BC, así como también la misma transmisión de siete velocidades desarrollada por XTrac, mientras que el diferencial electrónico ha sido desarrollado por Bosch.

### Huayra Lampo

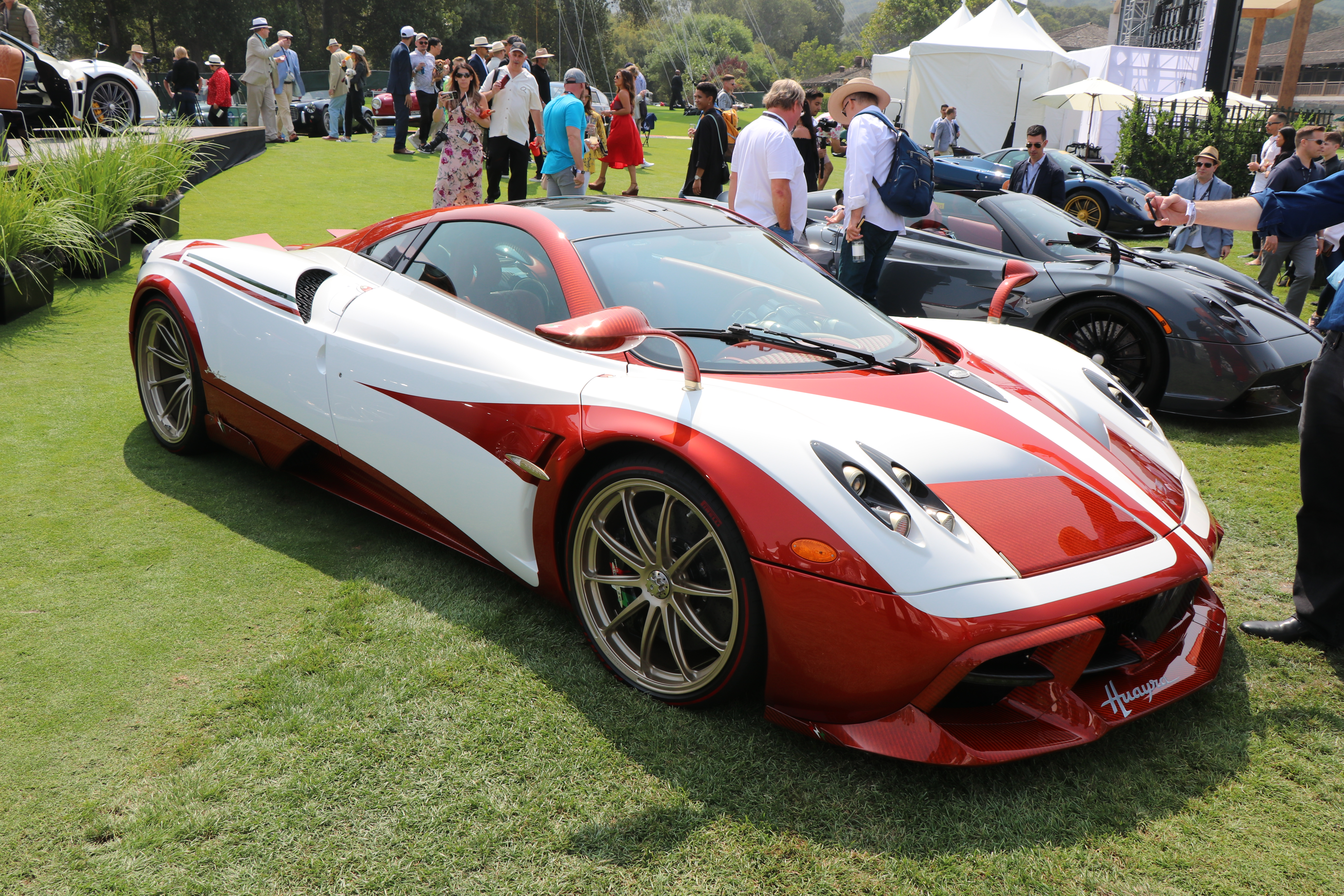
Versión especial Huayra Lampo

En diciembre de 2017, se presentó la versión especial Lampo (que significa "rayo" en italiano), en asociación con el empresario italiano Lapo Elkann, nieto de Giovanni Agnelli, de Garage Italia Customs. Este modelo único (one-off) está inspirado en el concepto Fiat Turbina de 1954. Este modelo en particular también recibe el paquete Tempesta, conteniendo aberturas delanteras más grandes, además de nuevos elementos aerodinámicos en el divisor (splitter) delantero y los umbrales, así como la carrocería de aluminio y fibra de carbono que está pintada a dos colores, en el caso del Pagani rojo que tiene un tono bastante más anaranjado tipo cobrizo y blanco, ya que en el Fiat era rojo y blanco. Entre otros detalles destacables, se encuentran los colores de la bandera de Italia en diversos lugares, como taloneras, retrovisores, pinzas de freno, etc.
También incorpora importantes mejoras a nivel aerodinámico y refrigeración, además de un sistema de escape de titanio, amortiguadores ajustables Öhlins y rines específicos hechos a la medida.
Su interior luce detalles específicos como el tapizado de cuero marrón con estética retro y las superficies de aluminio anodizado en acabado bronce y fibra de carbono, además del mecanismo de la transmisión que está a la vista.

### Huayra Roadster BC

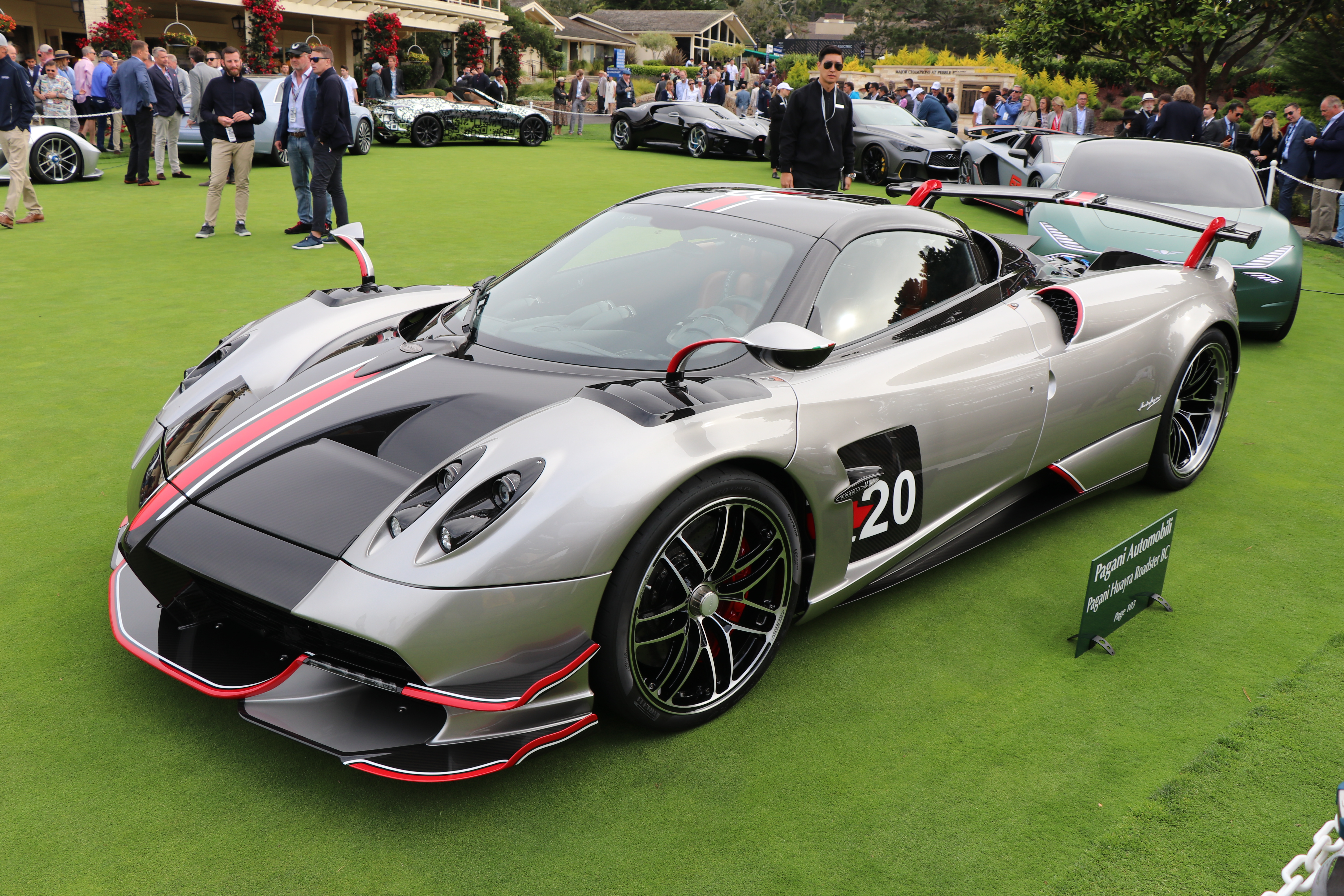
Versión Roadster BC

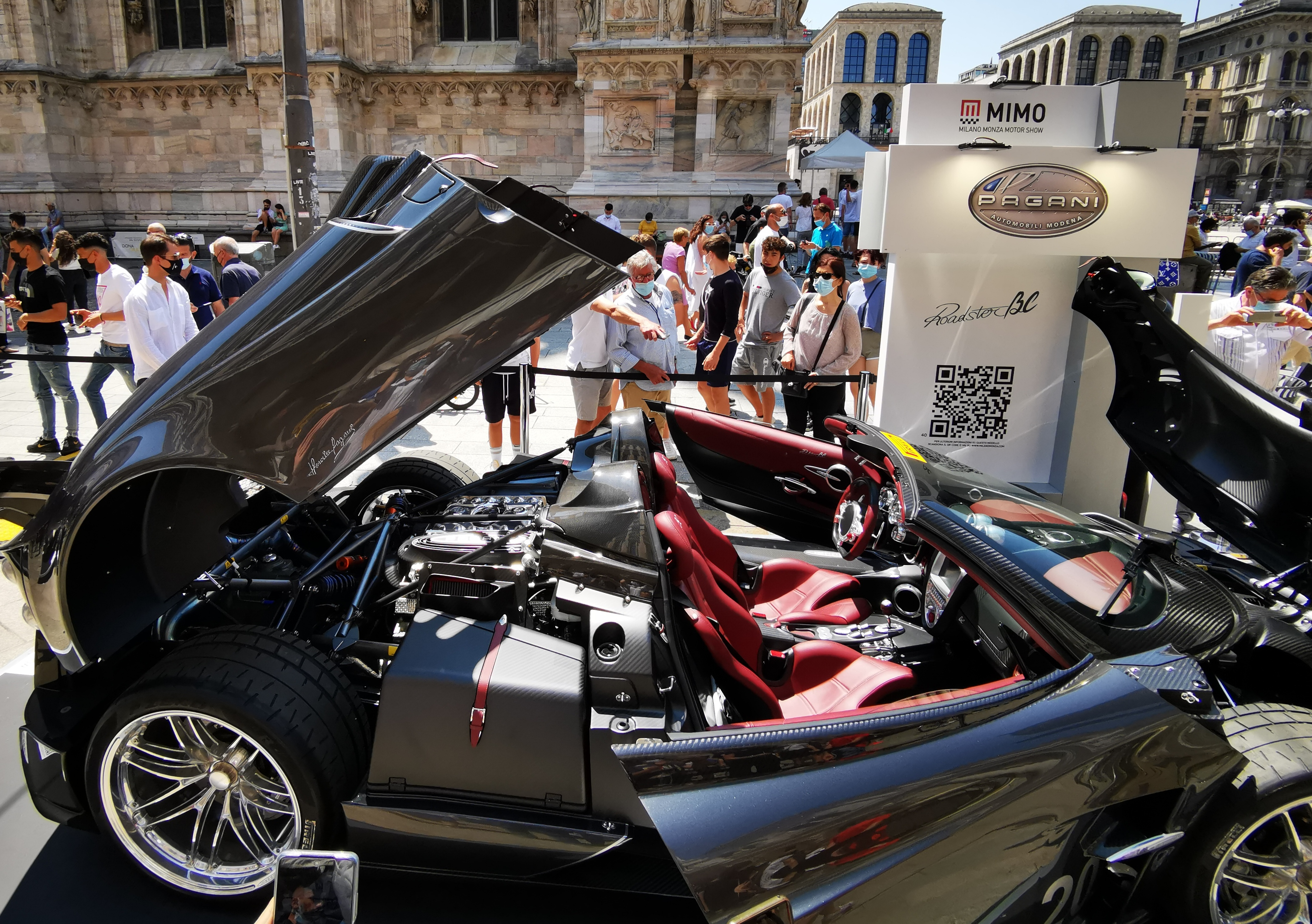
En el Salón del automóvil de Milán Monza de 2021.

Fue presentado en julio de 2019 fabricado de fibra de carbono, aluminio y otros materiales ligeros, del que solamente se han producido 40 unidades. Es 30 kg (66 libras) más ligero, para un total de 1250 kg (2756 libras), similar a un sedán compacto.
Tiene como característica unas líneas de color rojo, aunque los dueños de cada uno podrían personalizar a su gusto cada parte del coche. También lleva rines de nuevo diseño de 20 pulgadas (50,8 cm) en la parte delantera y de 21 pulgadas (53,3 cm) en la parte trasera. El techo que usa es desmontable de forma manual para ahorrar peso.
Los elementos aerodinámicos extra le dan la capacidad de generar hasta 500 kg (1102 libras) de carga aerodinámica a 280 km/h (174 mph). Usa el mismo V12 biturbo Mercedes-AMG potenciado a 802 CV (791 HP; 590 kW) y un par máximo de 1050 N·m (774 lb·pie), acoplado también a la misma transmisión XTrac de siete velocidades que el cupé.
Tiene una versión evolucionada del chasis de carbono-titanio del Huayra BC, que no solamente es más resistente, sino también más ligera. La potencia es enviada al eje trasero a través de un diferencial electromecánico y una la transmisión de siete velocidades que, a diferencia del cupé, es de un solo embrague, lo que permite que sea 35% más ligera.
Además, ofrece frenos de disco Brembo de 398 mm (15,7 pulgadas) con pinzas de seis pistones en las ruedas delanteras y de 380 mm (15,0 pulgadas) con mordazas de cuatro pistones para las traseras. Está equipado con rines de aluminio de 20 pulgadas (50,8 cm) delanteros y de 21 pulgadas (53,3 cm) los traseros, en neumáticos Pirelli P Zero Trofeo R preparados especialmente, de medidas 265/30 R20 para el eje frontal y 355/25 R21 para el eje trasero.

### Huayra Imola

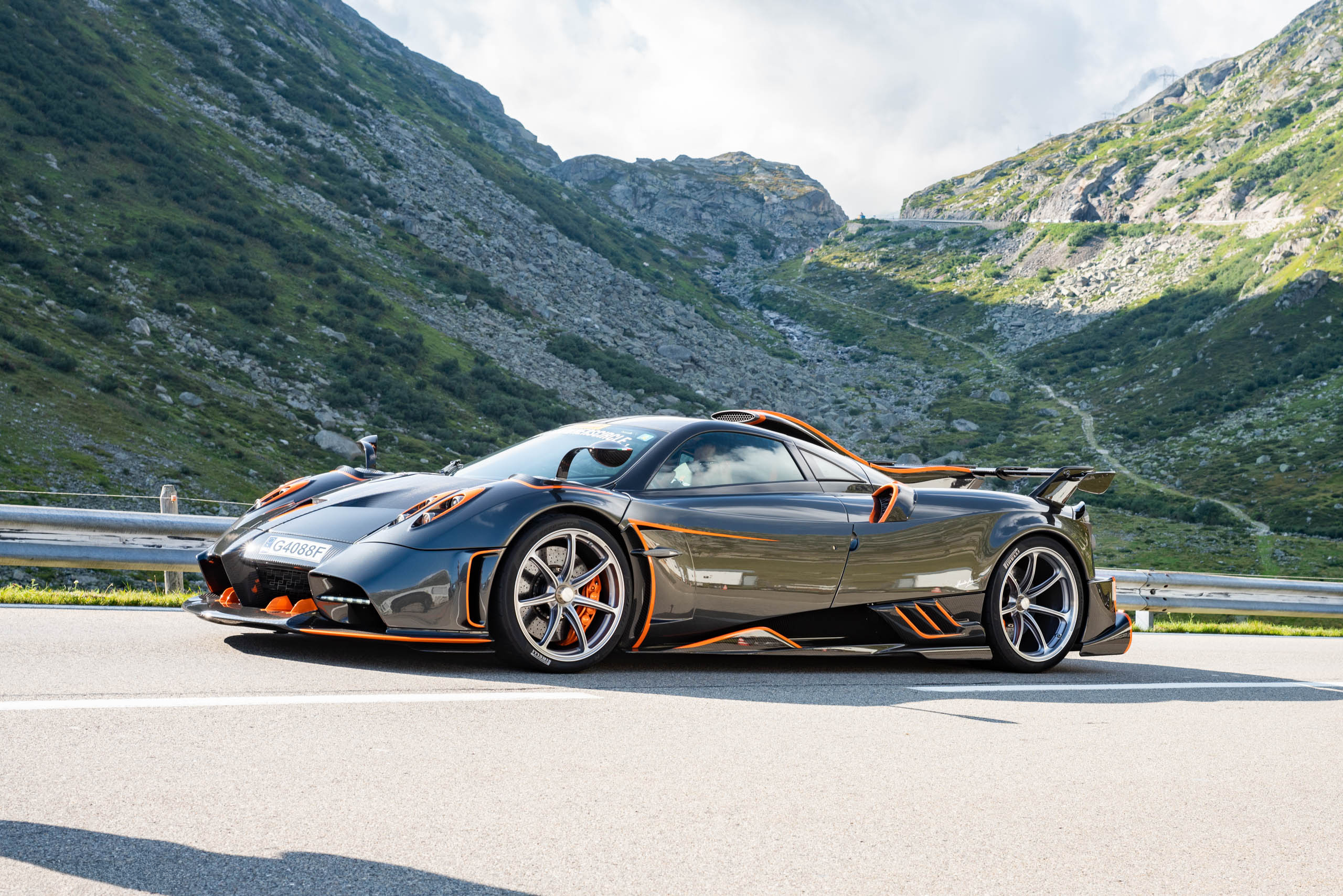
Huayra Imola

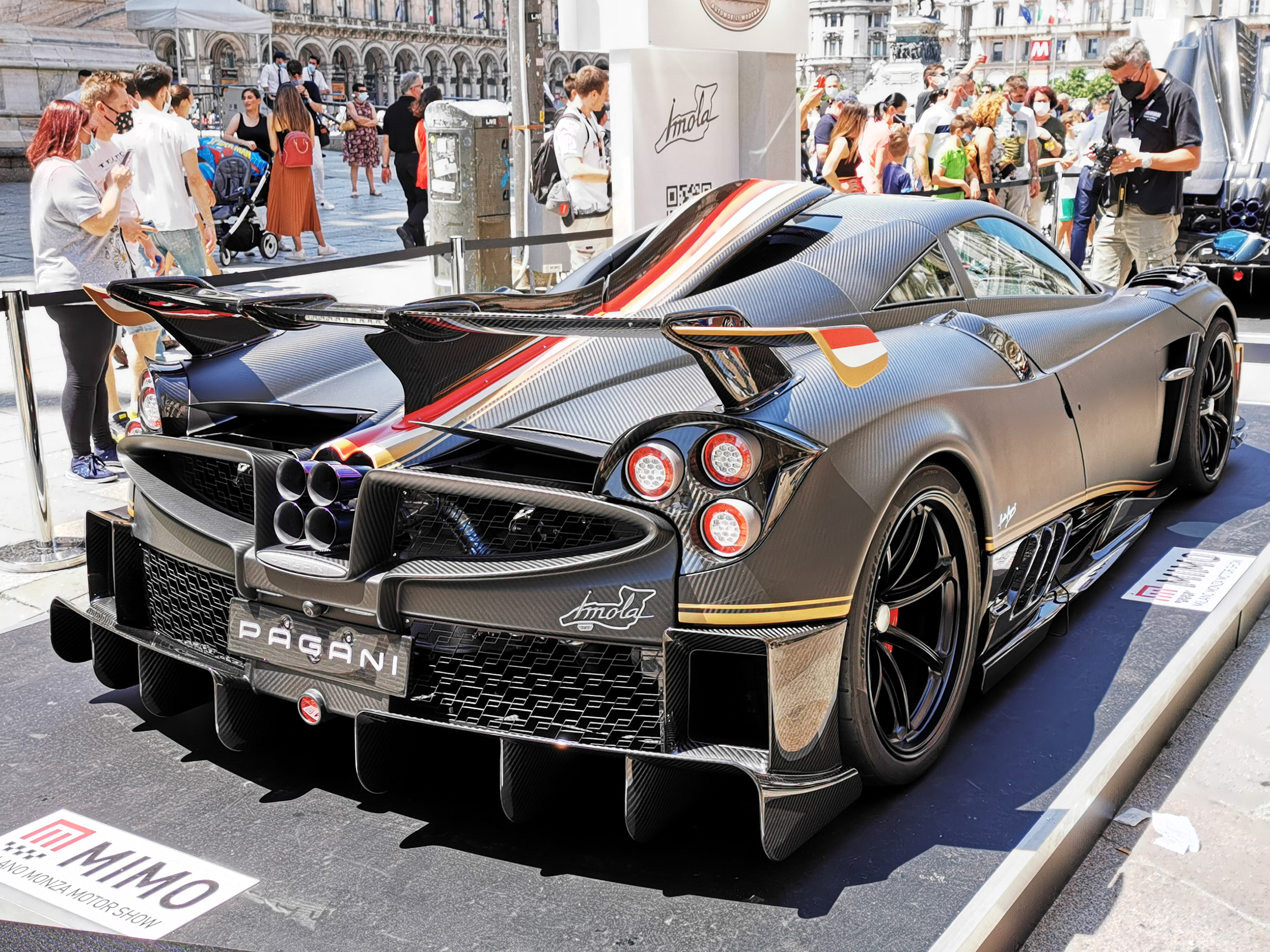
Vista trasera del Imola en Salón del automóvil de Milán de 2021

Nombrado por el famoso circuito de carreras, el Imola es una variante especial del Huayra, con partes aerodinámicas agresivas. Fue develado en septiembre de 2019 en una ceremonia privada sostenida en Suiza y su producción era limitada a solamente cinco unidades. El primer cliente fue Oleg Egorov, quien es fundador y dueño de Top Car Design, una compañía de modificación de autos de lujo.
Es la versión más potente del Huayra hasta la fecha, usando el mismo V12 Mercedes-AMG incrementando su potencia hasta 838 CV (827 HP; 616 kW) y 1100 N·m (811 lb·pie). Las medidas de reducción de peso, tales como una nueva mezcla de fibra de carbono y una aplicación de pintura de peso ligero, han reducido el peso en seco del hasta 1246 kg (2747 libras), con un proceso de pintura Acquarello Light contribuye con un ahorro de 5 kg (11,0 libras).
Los cambios exteriores comparados con el Huayra estándar incluyen: un difusor de siete secciones más grande con detalles en color anaranjado, una toma de aire en el techo más grande, una aleta tipo tiburón, más pronunciados faldones laterales y una alerón trasero fijo más ancho con las luces de freno traseras integradas. Comparado con la versión convencional, el Imola recibe un agresivo paquete aerodinámico con un difusor trasero de siete secciones, alerón de pedestal, faldones que envuelven las ruedas y toma de aire en el techo. La prioridad fue la eficiencia en penetración antes que la estética. La suspensión activa está ajustada para manejo brusco en pista, mientras que puede elevar el frente para mayor comodidad. También incluye frenos Brembo carbono-cerámicos y neumáticos Pirelli Trofeo R especialmente diseñados.

### Huayra Tricolore
Para celebrar los 60 años de existencia del escuadrón de acrobacia aérea Frecce Tricolori de la Fuerza Aérea Italiana, el fabricante presentó la versión Tricolore, que es una edición muy limitada a solamente tres unidades y que presenta una decoración muy especial.
Tiene un rediseño aerodinámico inspirado en el fuselaje del avión Aermacchi MB-339 que utiliza la Frecce Tricolori en sus espectáculos, el cual cuenta con un splitter frontal de mayor tamaño y una fascia con ligeros cambios respecto a la del modelo original. Esto le da una mayor carga aerodinámica, con la toma de aire detrás de los asientos, lo que permite una mejor inducción y que trabaja en conjunto con la nueva defensa delantera y extractores laterales para explotar al máximo la eficiencia del intercooler. En la parte trasera se agregó un alerón fijo de gran tamaño y un nuevo difusor trasero, que permiten una mayor estabilidad a altas velocidades, con una llamativa pintura azul con la bandera tricolor italiana en las zonas laterales. Está equipado con nuevos rines de aleación ligera con un diseño que se asemeja a una turbina.
En su interior, se combinan la exclusividad y deportividad, con piezas de aluminio aeroespacial en el habitáculo, además de fibra de carbono y asientos tapizados en cuero fino de color blanco y azul para mayor contraste. También se agregó un anemómetro, que es utilizado por los aviadores para medir la velocidad del aire.
Usa el mismo V12 biturbo Mercedes-AMG con una potencia de 840 CV (829 HP; 618 kW) y 1100 N·m (811 lb·pie) de par máximo, acoplado a una transmisión de siete velocidades y un diferencial electromecánico.

### Huayra R

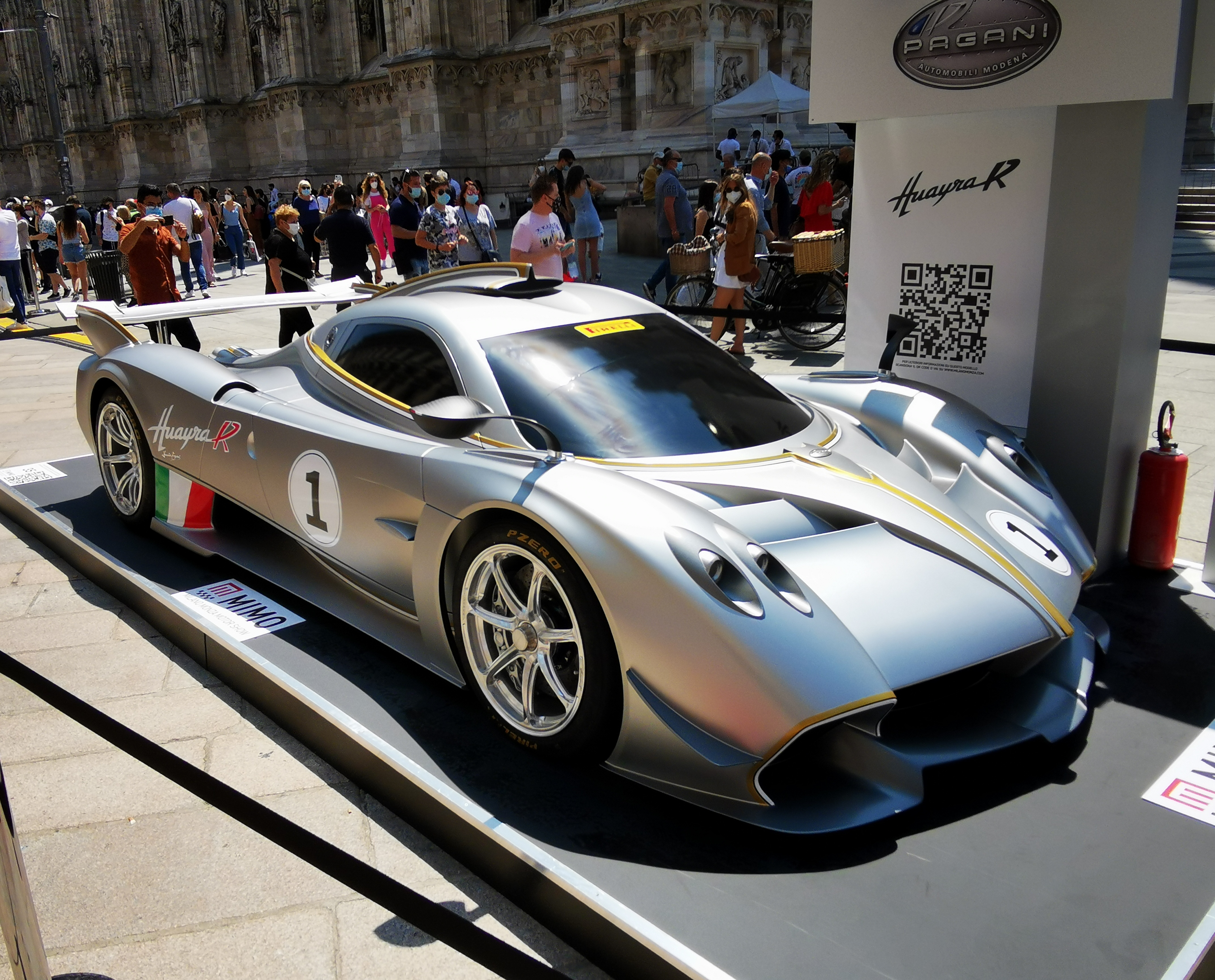
En el Salón del Automóvil de Milán Monza de 2021

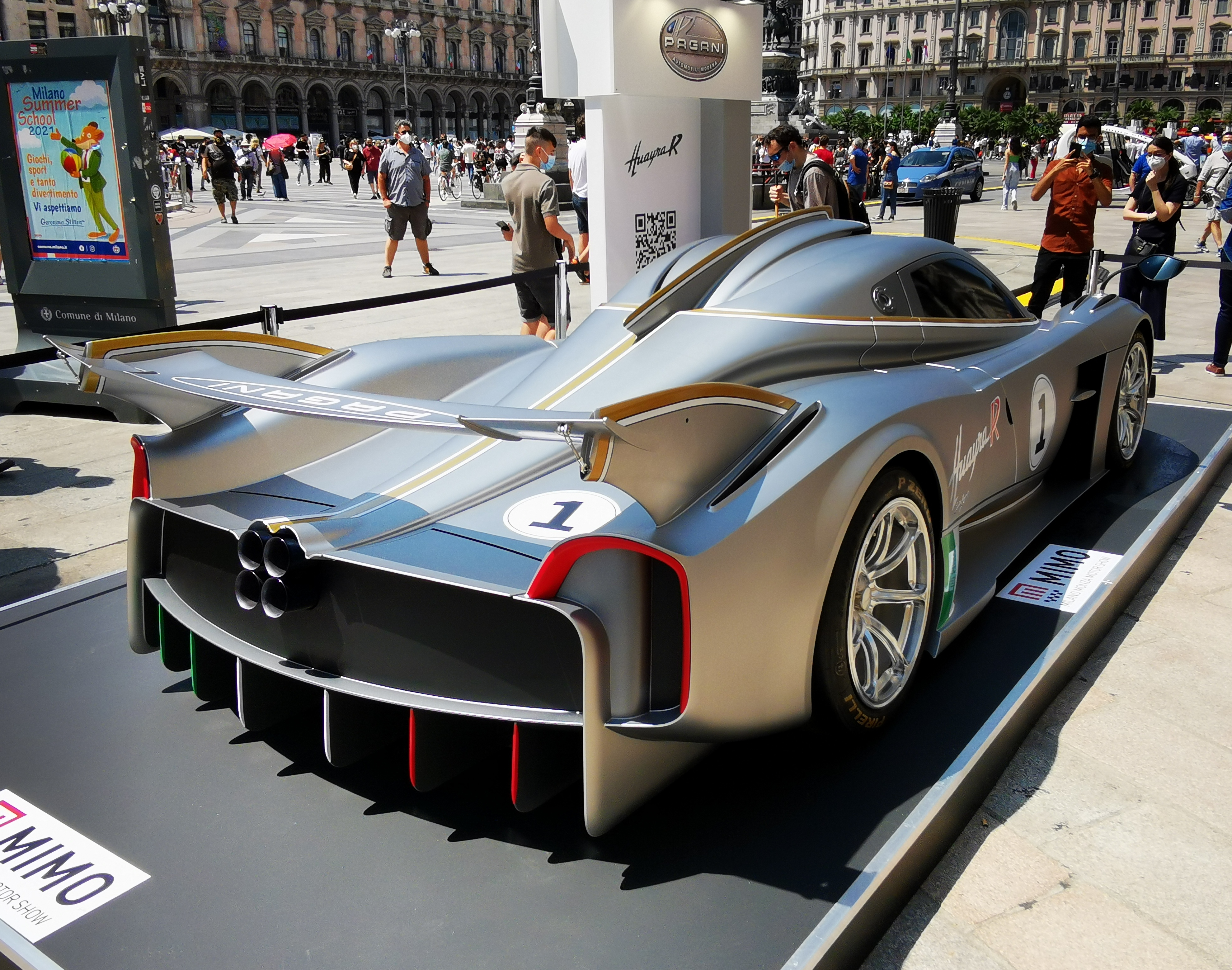
Vista trasera

Fue presentado en junio de 2021 en el Salón de Milán Monza, en la Piazza del Duomo. Serían fabricadas solamente 30 unidades.
Es una versión más radical con un nuevo V12 biturbo creado específicamente para Pagani por Hans Werner Aufrecht ("HWA"), una empresa alemana cuyo propietario es cofundador de AMG, el cual ha sido potenciado a 850 CV (838 HP; 625 kW) a las 8250 rpm, aunque el par máximo se reduce a 750 N·m (553 lb·pie) entre las 5500 y 8300 rpm, con un corte de inyección (línea roja) de 9000 rpm que, a diferencia de las demás variantes, está acoplado a una transmisión manual secuencial de seis velocidades cortas y precisas. El sonido del motor puede regularse a través de un sistema opcional de silenciadores para su uso en lugares con restricciones sonoras.
El monocasco está fabricado con materiales ligeros y con la rigidez necesaria para un buen desempeño, con un peso total de 1050 kg (2315 libras) que, con una aerodinámica mejorada como un Zonda R evolucionado, presenta prominentes entradas de aire, difusores y un par de aletas unidas al spoiler trasero, generan una carga aerodinámica de 1000 kg (2205 libras) a 320 km/h (199 mph).
Al ser un automóvil de carreras para su uso en pistas, las suspensiones cuentan con amortiguación controlada electrónicamente, doble horquilla independiente y con muelles helicoidales. Está equipado con neumáticos Pirelli P Zero y unos frenos de disco carbono-cerámicos.
Horacio Pagani comentaba que para su creación se inspiró en el Ford GT40 y Porsche 917, pero en este caso con varias tecnologías nuevas en materiales compuestos, técnica de producción y la aerodinámica activa.

### Huayra Codalunga

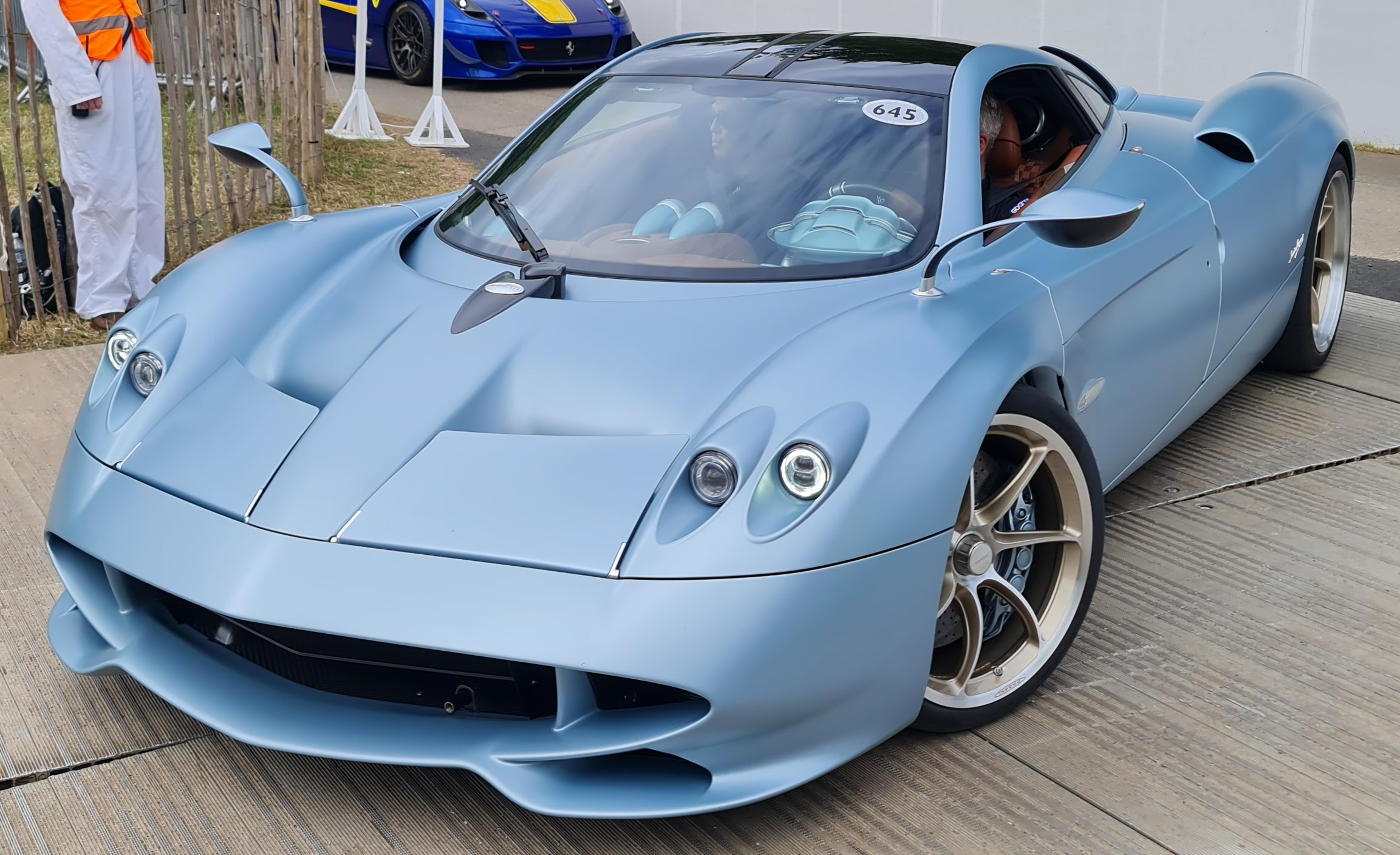
Huayra Codalunga en el Festival de la Velocidad de Goodwood de 2022

Aunque su producción estaría limitada a solamente cinco unidades, se han desplegado recursos significativos para que cumpla con los requisitos normativos globales y esté completamente certificado.
Presenta un estilo lineal simple tomando la versión estándar como base, inspirándose en las colas largas de los coches de Le Mans de los años 1960, que estaban caracterizadas por tener líneas muy limpias en su diseño. El trabajo artesanal para materializarlo fue intenso, por lo que se necesitaron dos años para finalizar el concepto, utilizando modelos a escala y de tamaño completo para perfeccionar la silueta. La cubierta del cofre trasero cuenta con 3,7 m² (39,8 pies cuadrados) y es 360 mm (14,2 pulgadas) más larga que la de la versión convencional. Utiliza el mismo V12 biturbo, pero potenciado hasta los 830 CV (819 HP; 610 kW) y 1100 N·m (811 lb·pie) de par máximo.
Si diseño no cuenta con rejillas traseras, por lo que es posible ver más claramente el sistema de escape, que pesa solamente 4,4 kg (9,7 libras) gracias al titanio. El revestido también es de cerámica, como en los primeros coches de Le Mans. Con esto, se ha logrado una importante reducción al aligerarlo hasta los 1280 kg (2822 libras), además de mejor la eficiencia aerodinámica, con cuatro flaps con perfiles variables. Las diferencias respecto a otros modelos se pueden ver en la fascia aerodinámica y las líneas más suaves, pero es más notable en su sección trasera completamente rediseñada, es decir, el nuevo exterior es radicalmente diferente, lo que le permite atravesar el aire con todavía menos resistencia. Para la carrocería se decidió utilizar colores neutros y pinturas semimate o completamente mate, para evocar los tonos del pasado y resaltar la simplicidad de su diseño, mientras que el interior se ha dejado intacto, cuyos asientos están acabados con una tapicería tejida de cuero/nubuck y los componentes de aluminio están mecanizados a partir de un solo bloque. Lo anterior es un homenaje a las técnicas manuales del pasado de manera artesanal pulida a mano.

### Huayra R Evo
Fue presentado en febrero de 2024. Es una versión mejorada del Huayra R y cuenta con un V12 atmosférico de 5980 cm³ (6 L; 364,9 plg³), el cual ha sido potenciado a 900 CV (888 HP; 662 kW) a las 8200 rpm y un par máximo de 770 N·m (568 lb·pie).
Incluye frenos Brembo carbono-cerámicos y neumáticos Pirelli P Zero.
En el interior, los asientos cuentan con arneses de seis puntos y reposacabezas de fibra de carbono con protección lateral y cuenta con una tapicería recubierta con material ignífugo.

### Huayra Epitome
En julio de 2024, se presentó el modelo one-off (único) llamado Epitome, el cual ha sido desarrollado por Pagani Grandi Complicazioni. Está equipado con el mismo V12 biturbo de 5980 cm³ (6 L; 364,9 plg³) procedente de Mercedes-AMG, que desarrolla 852 HP (864 CV; 635 kW) y 1100 N·m (811 lb·pie) de par máximo a las 6700 rpm, acoplado por primera vez a una transmisión manual de siete velocidades.

## En la cultura popular
Al momento de ser anunciado, Electronic Arts tuvo un acuerdo con Pagani para que el Huayra apareciera únicamente en la serie de videojuegos de carreras de Need for Speed. La fecha del compromiso con EA expiró el 1 de enero de 2012, por lo que desde entonces apareció también en las series de Forza, Gran Turismo, Driveclub, Asphalt, The Crew, Grand Theft Auto bajo el nombre de "Pegassi Osiris", entre otros.
En la película Transformers: la era de la extinción, un modelo rojo y negro construido por KSI, aparece interpretando a uno de los personales de los Decepticons, llamado "Stinger".